# Dasygaster
Dasygaster is een vlindergeslacht uit de familie van de uilen (Noctuidae). De wetenschappelijke naam van het geslacht is voor het eerst geldig gepubliceerd in 1852 door Achille Guenée.
Deze nachtvlinders komen voor in Oceanië. De typesoort is Dasygaster hollandiae Guenée, die in Australië werd ontdekt. De Fransen gebruikten toen de naam Nouvelle Hollande voor Australië, en vandaar kreeg de vlinder het epitheton hollandiae. In het werk uit 1852 beschreef Guenée ook nog de soorten Dasygaster leucanioides (later als een synoniem van Dasygaster hollandiae beschouwd) en Dasygaster epundoides, eveneens uit Australië.

## Soorten
Volgens Encyclopedia of Life behoren volgende soorten tot het geslacht Dasygaster:
- Dasygaster acontosema Turner 1903
- Dasygaster albiviata Hampson 1913
- Dasygaster atrata Turner 1931
- Dasygaster cressigenes Turner 1925
- Dasygaster epipolia Turner 1920
- Dasygaster epundoides Guenée 1852
- Dasygaster eudmeta Turner 1938
- Dasygaster eugrapha Hampson 1905
- Dasygaster eutycta Turner 1938
- Dasygaster hollandiae Guenée 1852
- Dasygaster ligniplena Walker 1857
- Dasygaster melambaphes Turner 1925
- Dasygaster nephelistis Hampson 1905
- Dasygaster pammacha Turner 1922
- Dasygaster punctosa Walker 1856